# Municipio de Cuetzala del Progreso
El municipio de Cuetzala del Progreso es uno de los 85 municipios del estado mexicano de Guerrero, ubicada en la Región Norte de dicho estado. Su cabecera es la población de Cuetzala del Progreso.

## Toponimia
El nombre Cuetzala proviene del náhuatl tiene dos interpretaciones. Una de ellas señala que deriva de la palabra quetzalla, que se traduce como “agua que sale de la tierra”. En coincidencia con esta interpretación, el Gran Diccionario Náhuatl indica que la palabra quetzalatl significa «fuente o río [de quetzal]»,
La segunda interpretación señala que el nombre Cuetzala deriva de la palabra quetzal, que se traduce como “pájaro de plumas bellas”.

## Geografía

### Localización y extensión
El municipio de Cuetzala del Progreso se localiza al norte del estado de Guerrero, dentro de las coordenadas geográficas 17°56′ y 18°18′ de latitud norte y los 99°45′ y 100°0′ de longitud oeste, respecto al meridiano de Greenwich, en la región geo-económica Norte de dicha entidad. Su superficie territorial abarca 499.8 km² y sus colindancias territoriales son al norte con el municipio de Teloloapan; al sur con General Heliodoro Castillo y Eduardo Neri; al este con Cocula y al oeste con Apaxtla.

## Demografía

### Población
De acuerdo a los resultados del Censo de Población y Vivienda de 2020 realizado por el Instituto Nacional de Estadística y Geografía, la población total del municipio es de 8272 habitantes, lo que representa un decrecimiento promedio de -1% anual en el período 2010-2020 sobre la base de los 9166 habitantes registrados en el censo anterior. Al año 2020 la densidad del municipio era de 22,18 hab/km².
| Gráfica de evolución demográfica de Municipio de Cuetzala del Progreso entre 2000 y 2020 |
|                                                                                          |
| Fuente: Instituto Nacional de Estadística Geografía e Informática                        |

El 49.5% de los habitantes eran hombres y el 50.5% eran mujeres. El 83.8% de los habitantes mayores de 15 años (5039 personas) estaba alfabetizado. 

Menos del 10% de la población, (570 personas), es indígena.
En el año 2010 estaba clasificado como un municipio de grado alto de vulnerabilidad social, con el 40.03% de su población en estado de pobreza extrema. Según los datos obtenidos en el censo de 2020, la situación de pobreza extrema afectaba al 33.2% de la población (2840 personas).

### Localidades
En el censo de 2020 el municipio de Cuetzala del Progreso contaba con 18 localidades.
| Código INEGI    | Localidad              | Población (2020) |
| --------------- | ---------------------- | ---------------- |
| 120260001       | Cuetzala del Progreso  | 2 282            |
| 120260006       | Chilacachapa           | 1 784            |
| 120260003       | Apetlanca              | 886              |
| 120260014       | Tianquizolco           | 749              |
| 120260015       | Tlacaquipa             | 556              |
| 120260002       | Ahuaxotitla            | 540              |
| 120260005       | Cuaxilotla             | 430              |
| 120260016       | Tlaquilpa              | 277              |
| 120260012       | San Francisco Lagunita | 276              |
| 120260017       | Tomixtlahuacán         | 257              |
| 120260009       | Molonial               | 66               |
| 120260013       | San Luis               | 51               |
| 120260010       | Ojo de Agua            | 46               |
| 120260008       | Michapa                | 35               |
| 120260004       | Cuadrilla Nueva        | 15               |
| 120260007       | Limón Real             | 12               |
| 120260011       | La Parota              | 6                |
| 120260029       | San Gaspar             | 4                |
| Total municipal | Total municipal        | 8 272            |

## Historia
Cuetzala fue una de las principales poblaciones surianas, fundadas en el siglo XVI. En 1874, Cuetzala se elevó al rango de municipio, un día 1 de mayo, por segregación del municipio de Teloloapan; está comprendido dentro del distrito judicial de Aldama, con cabecera en la ciudad de Teloloapan; pertenece al noveno distrito local y al segundo distrito federal electoral, el primero en cabecera en la ciudad de Teloloapan y el segundo con cabecera en la ciudad de Iguala de la Independencia. Su aspecto histórico más importante es el mural de La Historia de Cuetzala.
Plasmado en el antiguo edificio de la escuela primaria Lic. Benito Juárez ubicado en la esquina de las calles Independencia y Juan Aldama.